# El Mariachi (personaje)
El Mariachi es un personaje ficticio, creado por Robert Rodriguez como protagonista de la saga de películas conocida como la Trilogía México interpretado por Carlos Gallardo en la primera película y por Antonio Banderas a partir de la segunda.

## Biografía
El mariachi jamás revela su verdadero nombre ni profundos detalles de su vida antes de los acontecimientos vistos en la trilogía.

### Vida Pasada
El mariachi en un inicio era solo un muchacho inocente nacido como el segundo hijo de un músico mexicano, de quien había heredado sus sueños y tradiciones; según sus propias palabras: "lo único que siempre quise fue ser un mariachi, como mi padre y su padre antes que él", por ello, en cuanto se sintió listo decidió abandonar su hogar y viajar por los pueblos mexicanos para buscar fortuna y volverse un mejor artista, a diferencia de su hermano mayor, quien años atrás abandonó el hogar sin que volvieran a saber de él, ya que nunca mostró interés en llevar una vida honrada o seguir las tradiciones de la familia.

### El mariachi
Tras iniciar su viaje llevando solo su guitarra y su traje negro de mariachi, llegó a un pequeño pueblo fronterizo llamado Acuña donde esperaba obtener trabajo cantando en algún bar o local similar, sin embargo nadie se mostró interesado en contratarlo.
Mientras tanto Moco, el jefe del cartel local ordenó el asesinato de su socio Azul, un narcotraficante y asesino a sueldo que se encontraba pronto a ser liberado de prisión, como una forma de evitar entregarle su parte de las ganancias cuando saliera libre. Azul y su gente frustraron el asesinato y este se fugó de la cárcel portando un estuche de guitarra lleno de armas con el que comenzó a visitar los bares que Moco utilizaba como tapadera para sus negocios masacrando a sus empleados, por lo que Moco ordenó patrullar el pueblo en busca de un afuerino que vistiera de negro y llevara un estuche de guitarra.
En paralelo el mariachi conoció a Dominó, la joven dueña de un bar que le dio trabajo y de la cual se enamoró, ignorando que también se trataba del interés amoroso de Moco; sin embargo por una casualidad del destino su estuche y el de Azul se intercambiaron, sumado a que era un afuerino vestido de negro y solo Moco conocía el rostro del asesino, hizo asumir a los perseguidores que se trata de Azul y comenzaron a cazarlo. Para sorpresa de todos, el muchacho poseía una agilidad y reflejos notables que combinado con las armas de Azul le permitieron sobrevivir y asesinar a algunos de sus enemigos e irónicamente aumentar la reputación de Azul como un asesino implacable.
Azul mientras tanto tomó como rehén a Dominó y se presentó en la mansión de Moco amenazando asesinarla si no recibía su dinero, sin embargo Moco, quien se enteró de la existencia del mariachi y su cercanía con la muchacha acribilló a ambos. El Mariachi se presentó poco después en el lugar para encontrar muerta a la muchacha y Moco de un disparo le destrozó la mano izquierda en venganza por los problemas y por acercarse a su mujer, sin embargo mientras se burlaba el joven se apoderó de una de las armas de Azul y logró asesinarlo. Los hombres de Moco, hartos de los abusos de su jefe, perdonaron al joven y le permitieron marcharse.
Al irse del pueblo el Mariachi abandonó su guitarra y se llevó el estuche de armas de Azul consciente que sin su mano izquierda su sueño de ser un músico había muerto para siempre.

### Desperado
Años después del incidente en Acuña, el Mariachi aun viajaba y peleaba con el estuche de armas, que había modificado y al que había agregado con el tiempo más armas, transformándose en un peligroso asesino que se puso como objetivo vengar la muerte de Dominó ubicando y acabando con todos los asociados de Moco y sus respectivos carteles. Para ello contaba con la ayuda de Buscemi, su mejor amigo, quien se dedicaba a recopilar información y esparcir rumores entre los carteles relatando de forma exagerada las masacres que el Mariachi llevaba a cabo como una forma de hacer cundir el miedo y provocar a sus enemigos para que delataran su presencia.
Con el tiempo logró acabar con todos sus objetivos excepto un último jefe de cartel de quien solo sabía que era apodado Bucho y siguiendo su rastro llegó a un pequeño pueblo llamado Santa Cecilia donde acabó con algunos de sus hombres para llamar su atención; allí conoció a Carolina, una joven y hermosa muchacha dueña de una librería, sin embargo los aliados colombianos de Bucho enviaron a un asesino llamado Navajas que mató a Buscemi e irónicamente, al igual que en el pasado, fue confundido con el Mariahi y asesinado por los hombres de Bucho quien, enterado de la relación de Carolina con el asesino ordenó quemar la librería con ambos dentro, de donde consiguieron escapar milagrosamente y aunque durante un momento tuvo la oportunidad de matarlo mientras Bucho estaba distraído, al ver su rostro el Mariachi fue incapaz de acabar con él y se marchó antes que el narcotraficante notara su presencia.
Comprendiendo que necesitaba ayuda llamó a Campa y Quino, dos mariachis sicarios junto a quienes masacró a casi todos los hombres de Bucho, aunque ambos aliados también murieron en el proceso. Cuando finalmente el Mariachi encaró al narcotraficante reveló no haberlo asesinado porque descubrió que se trataba de su desaparecido hermano mayor y aunque ambos intentaron llegar a un acuerdo, las diferencias entre ellos eran mayores que su aprecio mutuo por lo que el Mariachi debió asesinarlo en defensa propia.
Tras acabar, el Mariachi decidió dejar de lado su vida como asesino y marcharse con Carolina, aun así decidió conservar su estuche con armas, según sus propias palabras, "por si acaso".

### Once Upon a Time in Mexico
A pesar de la intención del Mariachi de llevar una vida tranquila, él y Carolina vivieron muchos años como asesinos ganándose la enemistad de Marquez, un general del ejército mexicano que se había obsesionado con Carolina y al verse desairado por ella comenzó a cazarlos hasta que la pareja lo dejó al borde de la muerte. Años después el Mariachi y Carolina, ahora padres de una niña, por fin vivían en paz en un pequeño pueblo alejados de su pasado como asesinos hasta que Marquez logró ubicarlos y asesinar a la mujer y la niña frente a él tras lo cual este perdió el sentido de la vida.
Tiempo después, el Mariachi fue capturado por Sheldon Sands, un agente de la CIA, que orquestaba una conspiración para sumir el país en el caos aprovechando los intentos del General Marquez para derrocar al presidente mexicano con la ayuda de Armando Barillo, jefe de un cartel de drogas. Sands ofreció al Mariachi la posibilidad asesinar a Marquez una vez que este derrocara y matara al presidente, sin embargo el golpe de Estado resultó frustrado por los propios ciudadanos, que prefirieron espontáneamente enfrentar y reprimir a los militares antes que permitir a Marquez tomar el poder. El Mariachi, acompañado de dos sicarios mariachis llamados Lorenzo y Fideo decidieron proteger al presidente y tras ponerlo a salvo el Mariachi enfrentó y asesinó al general y a Barillo acabando con ambos, tras lo cual se retiró nuevamente a su pueblo a vivir lejos de todo.

## Los Mariachis
Los mariachis son un tipo de asesino del bajo mundo mexicano llamados así por su costumbre de vestirse como tales músicos y por usar estuches de guitarra para guardar sus armas o simplemente disfrazar estas como estuches de guitarra. 

### Mariachis conocidos
- El Mariachi: Protagonista de la trilogía, un inocente muchacho que soñaba con ser un mariachi y a quien una serie de desafortunadas coincidencias lo llevan a convertirse en uno de los asesinos más letales y temidos de México. En la primera entrega su arma recurrente es una UZI parte del arsenal de Azul, mientras que en Desperado se le ve preferir un par de automáticas y en Once Upon a Time in Mexico una escopeta de doble cañón recortada regalo de un anciano fabricante de guitarras de su pueblo asesinado por los hombres de Sands.
- Azul: El mariachi original, un asesino involucrado con los carteles de drogas que fue traicionado y estafado por el narcotraficante conocido como Moco, por lo que armado con su estuche de guitarra lleno de armas comenzó a atacar sus puntos de distribución, una serie de malentendidos lo llevó a intercambiar accidentalmente su estuche por la guitarra del protagonista lo que eventualmente lo llevó a la muerte. Se distinguía por ser un hombre moreno y algo obeso que le gustaba beber cerveza en botella y vestir de negro; en cierta ocasión, el protagonista mencionaría que si hubiese hecho honor a su nombre y se hubiera vestido de azul en lugar de negro no hubiese llegado a suceder nada de lo que tuvieron que vivir.
- Campa: Un amigo del mariachi, silencioso y letal, porta dos estuches de guitarra que en realidad son un par de ametralladoras Gatling de alto poder disfrazadas. El mariachi lo describe como un loco capaz de destruir todo el pueblo en un enfrentamiento. Es interpretado en Desperado por Carlos Gallardo, actor que en el primer film caracterizó al protagonista.
- Quino: Amigo de Campa y del Mariachi, al igual que su compañero es descrito como un loco y el Mariachi reconoce ante Carolina que teme pedir su ayuda por las consecuencias que implicaría que dos asesinos de tal calibre se unieran a la lucha. Su estuche es en realidad un lanzacohetes disfrazado. Al igual que Campa muere peleando contra los hombres de Bucho.
- Lorenzo: Un mariachi asesino muy popular entre las mujeres, se gana la vida cantando en un club cuando no esta peleando. Viste una chaqueta roja y suele usar una pistola con mira telescópica para pelear junto a su estuche que en realidad es un lanzallamas disfrazado. Es contactado por el Mariachi para enfrentar al General Márquez y evitar el golpe de Estado contra el presidente, a quien rescata y junto a Fideo ayudan a ponerse a salvo a cambio de quedarse con el dinero sucio de los narcotraficantes. Es interpretado por Enrique Iglesias.
- Fideo: Un mariachi alcohólico y desaliñado que acompaña a Lorenzo y es amigo del protagonista. Suele usar un par de revólveres ya que su estuche es en realidad una poderosa bomba motorizada manejada a radiocontrol. Junto al protagonista y a Lorenzo son los únicos mariachis de la saga que se tiene la certeza que son genuinos músicos.

## Trilogía México
El mariachi (1992), Desperado (1995) y Once Upon a Time in Mexico (2003), estas dos últimas protagonizadas por Antonio Banderas y Salma Hayek, conforman la "Trilogía México". Las tres cintas fueron dirigidas por Robert Rodriguez.

## Obras no canónicas

### Single Action
En 1997 Carlos Gallardo, protagonista y coproductor de la primera película de la saga, incursionó como director protagonizando Single Action, una cinta de bajo presupuesto para vídeo que narra la historia del agente especial Amigo, del Servicio Secreto Mexicano, encargado de investigar el caso de asesinato de un político en una pequeña ciudad fronteriza, por lo que se infiltra en el grupo criminal que lo asesinó en busca de pruebas.
La película carece de cualquier relación con la Trilogía Mexico y más bien su argumento ha sido acusado de ser un plagio descarado de la Trilogía del dólar, sin embargo en España la distribuidora Sotelysa S.L. decidió aprovechar la presencia de Gallardo para rebautizarla como El Mariachi II y comercializarla como la secuela de la película de 1992 a pesar de que en 1995 ya se había estrenado Desperado.

### El Mariachi, la serie
En el año 2014 Teleset y Sony Pictures Television crearon y transmitieron para Latinoamérica por AXN una libre adaptación de la historia como una serie de 70 episodios de 45 minutos protagonizada por Iván Arana y Martha Higareda. La serie presenta un argumento ajeno casi en su totalidad, excepto por algunos de los aspectos más rudimentarios de la historia, a lo ideado por Robert Rodríguez.
La serie presenta a Martín Aguirre, un mecánico que sueña con convertirse en mariachi y en la búsqueda de su sueño se encuentra con lo que serán sus mayores problemas. Un día es confundido por un fugitivo legendario y por error se ve involucrado en una guerra sangrienta entre dos carteles rivales; para salvar su vida, es forzado por uno de los grupos narcotraficantes a hacerse pasar por el asesino e infiltrarse en el otro cartel. En medio del caos, conoce al amor de su vida: Celeste Sandoval, la hermosa y joven sobrina de uno de los líderes del cartel. Ahora Martín luchará para desenmascarar a quienes lo hicieron ir a prisión, por recuperar su honra y ganar a la mujer que ama.
A pesar de todo, la serie es una obra ajena al canon y no reconocida como parte de la trilogía México por el propio Robert Rodríguez. Según declaraciones del director y algunos cercanos, esta serie despertó su molestia e indignación, no solo por lo mucho que se aleja de su obra y su personaje, sino también porque Sony y Teleset nunca lo contactaron más allá de una llamada para señalar la posibilidad de hacer una serie inspirada en la película y se negaron responder cuando él intento contactarlos al ver en marcha un proyecto que se adjudicaba abiertamente ante los medios ser una adaptación de su obra. Según dio a entender en su momento el equipo de Rodríguez, la intención de Sony era utilizar el nombre del cineasta como enganche aprovechando la notoriedad que había ganado durante esa época en los medios gracias al lanzamiento de El Rey Network.